# Robert Schwartzman
Robert Carmine, cujo nome de nascimento é Robert Coppola Schwartzman, nasceu em 24 de dezembro de 1982 em Los Angeles, California, Estados Unidos e é diretor, ator e o cantor vocalista da banda de rock chamada Rooney. Ele também atuou nos filmes "As Virgens Suicidas", dirigido por sua prima Sofia Coppola e "O Diário da Princesa".
Ele é o filho do produtor judeu americano Jack Schwartzman e da atriz italo-americana Talia Shire. Seu irmão é o Jason Schwartzman, também um ator e também o primeiro baterista da banda Phantom Planet. Como membro da família Coppola, é primo do ator Nicolas Cage e sobrinho do diretor Francis Ford Coppola. Seu avô materno é Carmine Coppola, e foi também quem o ajudou a escolher seu nome artístico. Há especulações que Robert voltou a ser "Schwartzman". 

## Filmografia

### Como Ator
- O Diário da Princesa - Michael Moscovitz
- As Virgens Suicidas - Paul Baldino
- Lick the Star - Greg
- The OC - ele mesmo
- Instant Star

### Compositor
- O Diário da Princesa  ("Blueside")

### Elenco técnico
- One Night Stand como Assistente de Produção